# 滋賀県道284号杉本余呉線

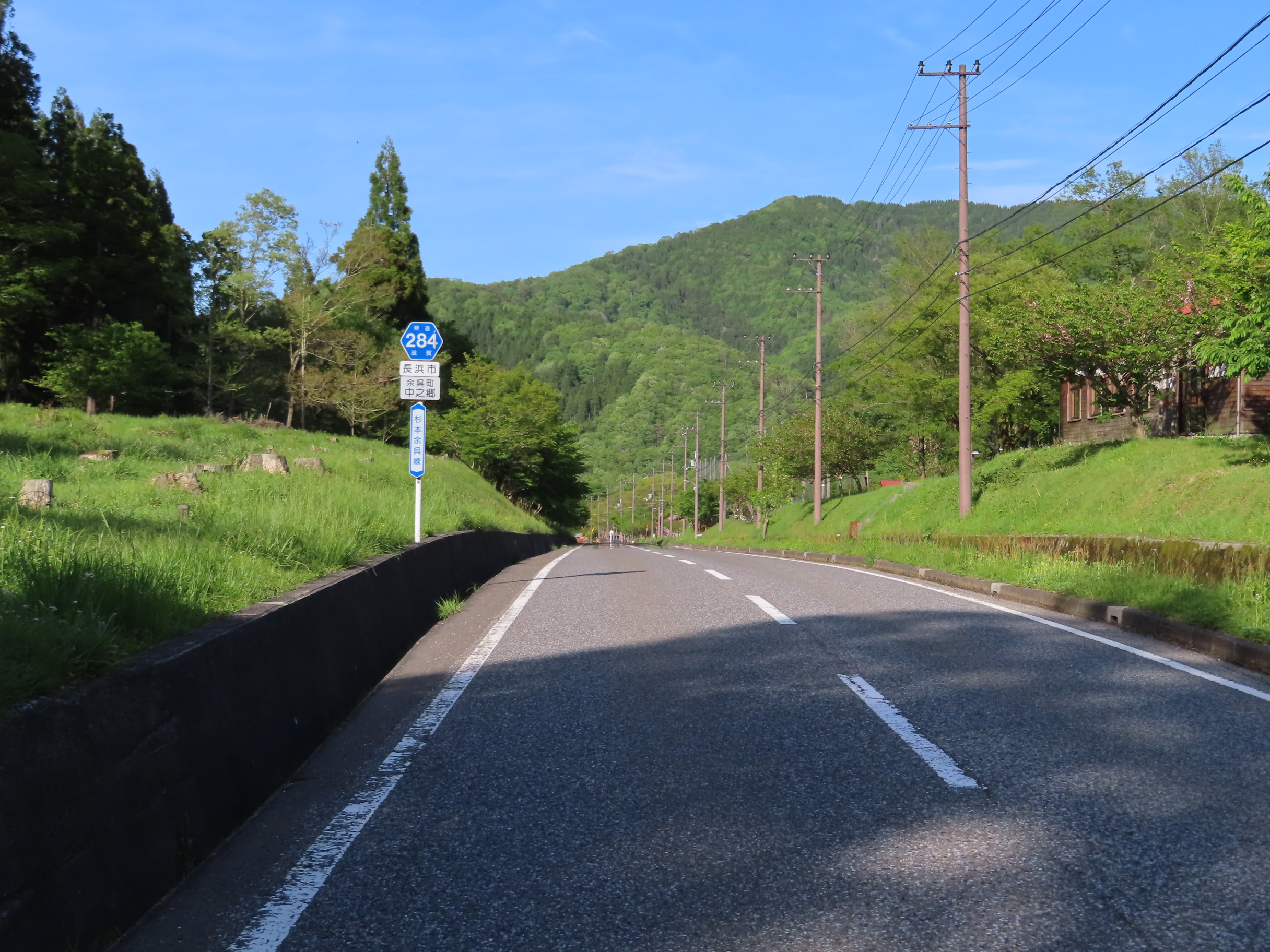
長浜市余呉町中之郷
2021年5月撮影。

滋賀県道284号杉本余呉線（しがけんどう284ごう すぎもとよごせん）は、滋賀県長浜市を通る一般県道である。

## 概要
長浜市木之本町杉本から長浜市余呉町下余呉に至る。
長浜市木之本町杉本から杉本隧道を経由し、上丹生・下丹生・中之郷を経て余呉町下余呉で国道365号と接続する。その中で、中之郷と下余呉では集落を通過する。杉本隧道付近の現道は道路幅が狭いため大型車のすれ違いが困難で、カーブや急勾配が多い。

### 路線データ
- 起点：長浜市木之本町杉本（国道303号交点）
- 終点：長浜市余呉町下余呉（下余呉交差点、国道365号交点）
- 総延長：7.8 km

## 歴史
上丹生や下丹生から中之郷へ至る道路は、上丹生・下丹生の人口が多く、早くから道路があったとされる。特に下丹生から中之郷の道は応永年間に改修された記録が残っている。
大正時代に杉本隧道が完成して以降、徒歩や荷車が交通の主流だった時代は杉野川の上流にある土倉鉱業所とJR西日本北陸本線 中ノ郷駅を結ぶ幹線道路として利用されたが、自動車時代の到来や北陸本線の付替、さらに土倉鉱業所の閉山などによって幹線の地位からは退いた。
2019年現在、幅員が狭く線形不良が続く杉本から上丹生までの区間は改良が計画されている（杉本トンネルについては後述）。

### 年表
- 1919年（大正8年）3月 - 杉本隧道が竣工する[6]。
- 1920年（大正9年）4月1日 - 前身となる県道木之本揖斐線が認定される[7][8]
- 1958年（昭和33年）7月26日 - 滋賀県告示第291号により路線認定[9]
- 2002年（平成14年）12月9日 - 正午に余呉町上丹生字鳥居前 - 下丹生字津小野の1,704 mのバイパスが供用開始される[10][11]。

## 路線状況

### バイパス
- 長浜市余呉町上丹生字鳥居前 - 長浜市余呉町下丹生字津小野[11]。

### 重複区間
- 滋賀県道285号中河内木之本線（長浜市余呉町上丹生 - 長浜市余呉町下丹生）

### 道路施設

#### トンネル

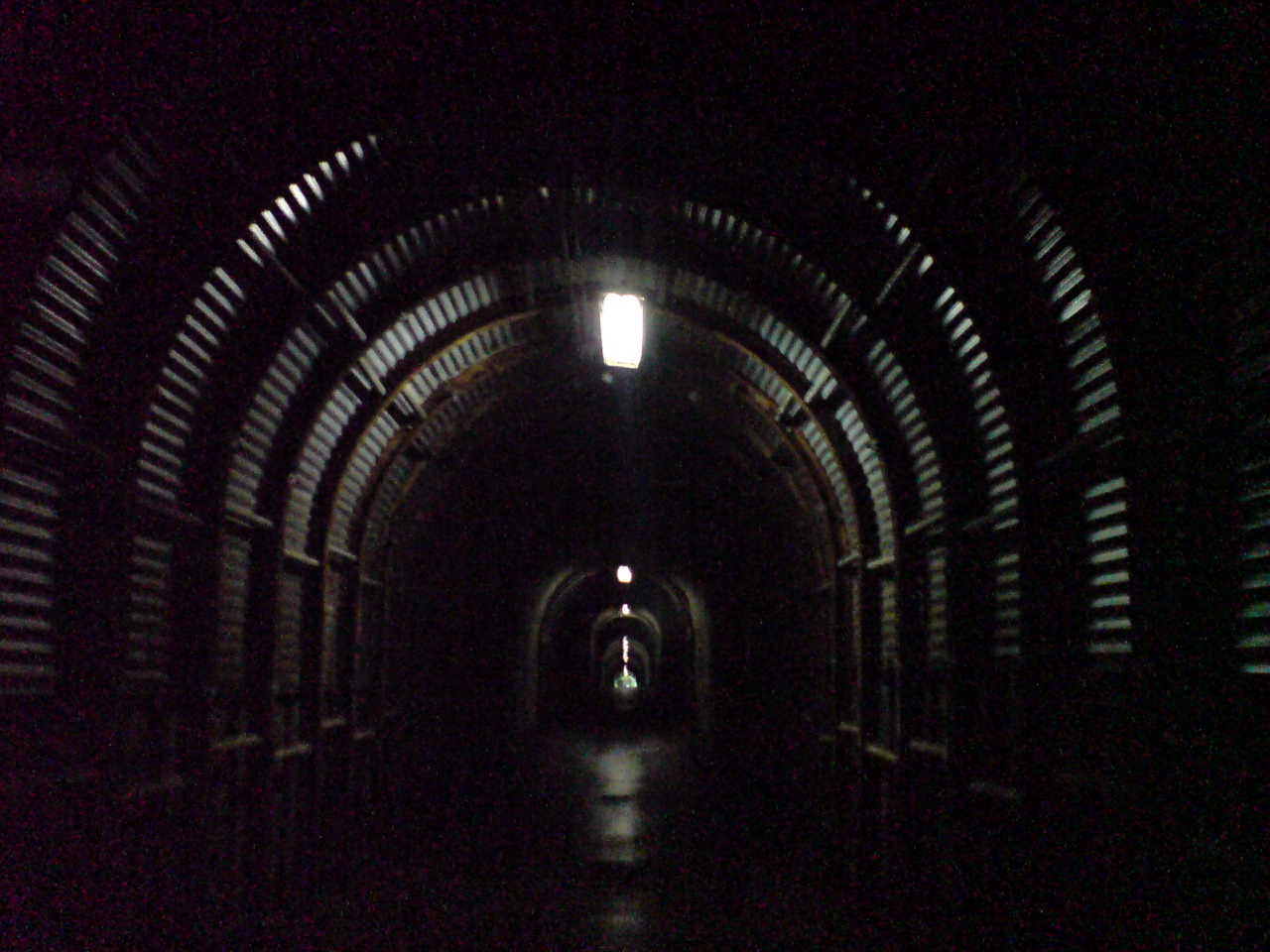
杉本隧道内部

- 杉本隧道（杉本トンネル）：延長300 m、1919年（大正8年）竣工、長浜市

長浜市木之本町杉本と同市余呉町上丹生を結ぶ全長300 m、幅3.6 mのトンネル。墓谷山と田良原山の鞍部に位置する丹生峠があるが、輸送時の利便を図るため土倉鉱業所の支援によって建設された。工費のうち、滋賀県の負担は2,500円。トンネルの高さは11尺（約3.33 m）、路面幅は9尺（約2.1 m）で左右に幅1尺（約30 cm）の排水溝が設けられている。
杉本と上丹生を結ぶ道路は古くからあり、この道路を通じて婚姻圏を形成するなど地域・歴史に深い関係であり山道であるのにもかかわらず人の往来が多かった。明治になってから県道となり、荷車が通れるような道路の建設は峠を隔てた両方の地域で念願であった。
1907年（明治40年）に土倉鉱業所が開業し、当初は鉱石の運搬は木ノ本駅へ出て、それから敦賀港駅まで運ぶ経路が取られていたが、輸送経費削減のため従来から県道認定されていた幅4尺の道路を荷車が通れる道路に改修する案を立てた。1916年（大正5年）に鉱山と地元で道路の建設に関する契約書が取り交わされ、トンネルとその取り付け道路の改修工事が行われた。1917年（大正6年）に着工し、1919年（大正8年）に竣工した。別名「丹生隧道」「丹杉隧道」とも呼ばれる。このトンネルの開通で、土倉鉱山の搬出量は飛躍的に増加した。また、杉野村の住民は鉄道利用時には中ノ郷駅を利用するようになり、現在の木之本町金居原の住民は中之郷方面で耕地を買収して耕作するようになった。
1960年（昭和35年）に土倉鉱業所から木ノ本駅まで索道が建設されてからは鉱山関係の交通が減った。終戦後、金居原から中之郷へ耕作していた人たちも木之本や高月へ耕作に行くようになる。1954年（昭和24年）3月から木ノ本駅と金居原の間で国鉄バスが運行開始されてから通行する人が激減した。
1971年（昭和46年）10月から工費約2億円で3箇年をかけて改修工事が行われた。
供用開始から90年以上経過したことで老朽化し、著しい漏水が発生している。部分的な改修では対応不可能として、新しい杉本トンネルの建設が予定中で、2018年11月時点ではセントラルコンサルタントによる概略設計がほぼ完了している。

## 地理

### 通過する自治体
- 長浜市

### 交差する道路
| 交差する道路                             | 交差する場所 | 交差する場所        |
| ---------------------------------------- | ------------ | ------------------- |
| 国道303号                                | 木之本町杉本 | 起点                |
| 滋賀県道285号中河内木之本線 重複区間起点 | 余呉町上丹生 |                     |
| 滋賀県道285号中河内木之本線 重複区間終点 | 余呉町下丹生 |                     |
| 滋賀県道283号中之郷停車場線              | 余呉町中之郷 |                     |
| 国道365号                                | 余呉町下余呉 | 下余呉交差点 / 終点 |

### 沿線
- NTT西日本 彦根支店杉野別館
- 報土寺
- 特定非営利活動法人 子ども自立の郷ウォームアップスクールここから（旧余呉町立丹生小学校）
- 丹生神社
- ウッディパル余呉公園
- 赤子山スキー場
- 森林文化交流センター
- 円覚寺
- 残景寺
- 鉛練比古神社
- 長浜市立余呉小学校旧校舎 - 古い校舎が残る。